# Club Atlético Atlanta
Il Club Atlético Atlanta è una società calcistica argentina di Buenos Aires, fondata il 12 ottobre 1904.

## Palmarès

### Competizioni nazionali
- Primera B Nacional: 2

1956, 1983
- Primera B Metropolitana: 3

Clausura 1995, Apertura 2003, 2010-11
- Copa Suecia: 1

1960
- Tercera División: 1

1907

### Altri piazzamenti
- Campionato argentino:

Terzo posto: Nacional 1973
- Copa Argentina:

Finalista: 1969
- Primera B Metropolitana:

Secondo posto: 2016

## Organico

### Rosa 2020
| N. |                      | Ruolo | Calciatore          |
| -- | -------------------- | ----- | ------------------- |
|    | Argentina (bandiera) | P     | Facundo Ferrero     |
|    | Argentina (bandiera) | P     | Juan Francisco Rago |
|    | Argentina (bandiera) | P     | Ignacio Viaín       |
|    | Argentina (bandiera) | D     | Nicolás Caro        |
|    | Argentina (bandiera) | D     | Ariel Coronel       |
|    | Argentina (bandiera) | D     | Ramiro Fernández    |
|    | Argentina (bandiera) | D     | Leonardo Flores     |
|    | Argentina (bandiera) | D     | Gonzalo Herrera     |
|    | Argentina (bandiera) | D     | Matías Molina       |
|    | Argentina (bandiera) | D     | Axel Ochoa          |
|    | Argentina (bandiera) | D     | Alan Pérez          |
|    | Argentina (bandiera) | D     | Nahuel Tecilla      |
|    | Argentina (bandiera) | D     | Héctor Villalba     |
|    | Argentina (bandiera) | D     | Marcos Astina       |

| N. |                      | Ruolo | Calciatore            |
| -- | -------------------- | ----- | --------------------- |
|    | Argentina (bandiera) | C     | Rodrigo De Ciancio    |
|    | Argentina (bandiera) | C     | Joaquín Ochoa Giménez |
|    | Argentina (bandiera) | C     | Braian Oyola          |
|    | Argentina (bandiera) | C     | Federico Presedo      |
|    | Argentina (bandiera) | C     | Nicolás Previtali     |
|    | Argentina (bandiera) | C     | Nicolás Talpone       |
|    | Argentina (bandiera) | C     | Enzo Trinidad         |
|    | Argentina (bandiera) | C     | Pablo Mouche          |
|    | Argentina (bandiera) | C     | Jorge Vidal Valdez    |
|    | Argentina (bandiera) | A     | Luis Eduardo López    |
|    | Argentina (bandiera) | A     | Leonardo Marinucci    |
|    | Argentina (bandiera) | A     | Walter Mazzantti      |
|    | Argentina (bandiera) | A     | Joaquín Molina        |
|    | Argentina (bandiera) | A     | Fabricio Pedrozo      |

### Rose delle stagioni precedenti
- 2010-2011